# Parti de la liberté de la Dominique
Pour les articles homonymes, voir Parti de la liberté.
Le Parti de la liberté de la Dominique ((en) : Dominica Freedom Party) (DFP)  est un parti politique de la Dominique d'orientation conservatrice fondé en 1968. Il est membre de l'Union démocrate caribéenne.

## Historique
Le DFP est fondé en 1968 par Eugenia Charles et d'anciens membres du Parti travailliste de la Dominique opposés à Edward Oliver LeBlanc. Il gagne deux sièges lors des élections générales de 1970 et trois lors de celles de 1975, où il devient le parti officiel d'opposition. Lors des troubles de la fin du gouvernement de Patrick John, le DFP participe au Comité de salut public avec des opposants travaillistes au premier ministre de l'époque, en parallèle, le DFP s'oppose vigoureusement au processus d'indépendance. 
Lors des élections de 1980, le DFP remporte dix-sept sièges sur vingt-et-un et Eugenia Charles devient la première femme Premier ministre de la Dominique et première femme chef de gouvernement de la Caraïbe. Sous la direction de Charles dont le leadership n'est pas contesté jusqu'en 1995, le DFP remporte les élections de 1985 et 1990. après le retrait d'Eugenia Charles puis la défaite de 1995, c'est Brian Alleyne qui la remplace à la tête du parti après avoir battu Charles Savarin lors des élections internes. 
En 1996, ce dernier devient le nouveau leader du parti à la suite de la démission d'Alleyne, mais sa politique d'accord avec le Parti travailliste de la Dominique, adversaire traditionnel du DFP provoque beaucoup de contestations au sein du parti, d'autant qu'elle s'accompagne d'une perte continue de sièges à l'Assemblée au sein laquelle il n'est plus représenté depuis 2005. Après que Savarin ait rejoint le gouvernement de Roosevelt Skerrit en 2007, une nouvelle direction est élue avec Michael Astaphan à sa tête, mais ne gagne aucun député aux élections de 2009.  